# Drapetis abbreviata
Drapetis abbreviata är en tvåvingeart som beskrevs av Smith 1962. Drapetis abbreviata ingår i släktet Drapetis och familjen puckeldansflugor. Inga underarter finns listade i Catalogue of Life.